# IBM 3090
IBM 3090是IBM的大型電腦的型號。IBM 3090 Model 600E於1987年1月份推出，它具有6個處理單元，其計算能力比該公司先前最大的機型還要強60％。IBM推出的其他產品還有一款具有三處理單元的機型IBM 3090 Model 300E，以及先前宣佈的四款3090機型的增強型，即150E、180E、200E和400E。四個月後，IBM 3090 Model 120E宣佈推出，其基本價格不到100萬美元。Model 120E的性能相當於緊接著推出的最大型的3090商用機型的性能的70％到80％，用戶可以將120E擴展為Model 600E——IBM最大的處理器。（芝加哥的伊利諾伊大學在9月份成為第一個收到Model 120E的美國客戶。）
IBM 3090在1980年代普遍為銀行所採用，執行MVS-390作業系統。但隨着Unix系統的普及，這些巨無霸也逐漸被時代所淘汰。